# Stor-Trappbergssjön
Stor-Trappbergssjön är en sjö i Dorotea kommun och Strömsunds kommun i Lappland och ingår i Ångermanälvens huvudavrinningsområde. Sjön har en area på 0,778 kvadratkilometer och ligger 445,9 meter över havet.

## Delavrinningsområde
Stor-Trappbergssjön ingår i det delavrinningsområde (716626-147623) som SMHI kallar för Utloppet av Stor-Trappbergssjön. Medelhöjden är 539 meter över havet och ytan är 12,01 kvadratkilometer. Räknas de 18 avrinningsområdena uppströms in blir den ackumulerade arean 88,29 kvadratkilometer. Lillån som avvattnar avrinningsområdet har biflödesordning 3, vilket innebär att vattnet flödar genom totalt 3 vattendrag innan det når havet efter 261 kilometer. Avrinningsområdet består mestadels av skog (85 procent). Avrinningsområdet har 0,82 kvadratkilometer vattenytor vilket ger det en sjöprocent på 6,8 procent.